# H. M. Wynant
H. M. Wynant (Detroit, 12 febbraio 1927) è un attore statunitense.
Ha recitato dal 1957 al 2009 in oltre 20 film e dal 1955 al 2007 in oltre 120 produzioni televisive. Nel corso della sua carriera, fu accreditato anche con i nomi H.M. Winant e Haim Winant.

## Biografia
H. M. Wynant nacque a Detroit il 12 febbraio 1927. Debuttò al cinema e in televisione a metà degli anni cinquanta. Per il piccolo schermo fu accreditato diverse volte per numerose interpretazioni, tra cui quelle di alcuni personaggi presenti in più di un episodio, come il maggiore Joe Hale in due episodi della serie Men Into Space nel 1959 e Ed Chapman in tre episodi della serie Dallas dal 1981 al 1982. Wynant interpretò però, nella sua prolifica carriera televisiva, soprattutto personaggi non regolari o presenti in un solo episodio, occasionalmente diversi ruoli in più episodi per singola serie, come in due episodi di Lux Video Theatre, quattro episodi di Playhouse 90, tre episodi di Death Valley Days, quattro episodi di Hawaiian Eye, tre episodi di Carovane verso il west, cinque episodi di Branded, quattro episodi di Selvaggio west, tre episodi di Il virginiano, otto episodi di Gunsmoke, quattro episodi di Missione Impossibile, tre episodi di Cannon e 10 episodi di Perry Mason. Prese parte anche ad un episodio della serie classica di Ai confini della realtà, intitolato nella versione in italiano Ululati nella notte, trasmesso in prima televisiva nel 1960.
Collezionò inoltre diverse presenze per gli schermi cinematografici recitando in ruoli più o meno secondari, come Crazy Wolf in La tortura della freccia del 1957, Black Eagle in Passo Oregon del 1957, Hendrix in Mare caldo del 1958, Vince Bradley in Bionde, rosse, brune... del 1963, Bo Bluedog in Letti separati del 1963, il dottor Morris in La vita corre sul filo del 1965, il capitano Dick Brown in Sail to Glory del 1967, Maxwell Carstairs in Track of Thunder del 1967, Sonny Steelgrave in L'investigatore Marlowe del 1969, Hoskyns in 1999: conquista della Terra del 1972, Mr. Potter in Grand Jury del 1976, Dave in Prigionieri della Terra del 1981, J.W. McCreedy in Tradimento fatale del 1997, Hector MacDougall in Whigmaleerie del 2005, il dottor Applethorpe in Trail of the Screaming Forehead del 2007, il generale Scottmanson in The Lost Skeleton Returns Again del 2009 e il dottor Van Von Vandervon in Dark and Stormy Night del 2009.

## Filmografia

### Cinema
- Piombo rovente (Sweet Smell of Success), regia di Alexander Mackendrick (1957)
- La tortura della freccia (Run of the Arrow), regia di Samuel Fuller (1957)
- Decisione al tramonto (Decision at Sundown), regia di Budd Boetticher (1957)
- Passo Oregon (Oregon Passage), regia di Paul Landres (1957)
- Mare caldo (Run Silent Run Deep), regia di Robert Wise (1958)
- L'ultima battaglia del generale Custer (Tonka), regia di Lewis R. Foster (1958)
- Bionde, rosse, brune... (It Happened at the World's Fair), regia di Norman Taurog (1963)
- Letti separati (The Wheeler Dealers), regia di Arthur Hiller (1963)
- La vita corre sul filo (The Slender Thread), regia di Sydney Pollack (1965)
- Sail to Glory, regia di Gerald Schnitzer (1967)
- Track of Thunder, regia di Joseph Kane (1967)
- The Search for the Evil One, regia di Joseph Kane (1969)
- L'investigatore Marlowe (Marlowe), regia di Paul Bogart (1969)
- 1999: conquista della Terra (Conquest of the Planet of the Apes), regia di J. Lee Thompson (1972)
- Grand Jury, regia di Christopher Cain (1976)
- Gli ultimi fuochi (The Last Tycoon), regia di Elia Kazan (1976)
- Hangar 18, regia di James L. Conway (1980)
- Prigionieri della Terra (Earthbound), regia di James L. Conway (1981)
- Solar Crisis, regia di Richard C. Sarafian (1990)
- Tradimento fatale (The Big Empty), regia di Jack Perez (1997)
- Whigmaleerie, regia di Peter Maclean (2005)
- Trail of the Screaming Forehead, regia di Larry Blamire (2007)
- Yesterday Was a Lie, regia di James Kerwin (2008)
- The Lost Skeleton Returns Again, regia di Larry Blamire (2009)
- Dark and Stormy Night, regia di Larry Blamire (2009)
- Footprints, regia di Steven Peros (2009)

### Televisione
- Studio 57 – serie TV, un episodio (1955)
- General Electric Theater – serie TV, 2 episodi (1955-1960)
- Playhouse 90 – serie TV, 4 episodi (1956-1959)
- Gunsmoke – serie TV, 8 episodi (1956-1972)
- Armstrong Circle Theatre – serie TV, un episodio (1956)
- Matinee Theatre – serie TV, un episodio (1956)
- Alfred Hitchcock presenta (Alfred Hitchcock Presents) – serie TV, un episodio (1956)
- Massacre at Sand Creek – film TV (1956)
- Wire Service – serie TV, episodio 1x13 (1957)
- Lux Video Theatre – serie TV, 2 episodi (1957)
- Climax! – serie TV, episodio 3x31 (1957)
- Navy Log – serie TV, episodio 3x02 (1957)
- Mike Hammer – serie TV, 2 episodi (1958-1959)
- Sugarfoot – serie TV, episodi 2x08-3x04 (1958-1959)
- Il tenente Ballinger (M Squad) – serie TV, 2 episodi (1958-1960)
- Cheyenne – serie TV, 2 episodi (1958-1962)
- Perry Mason – serie TV, 10 episodi (1958-1965)
- The Restless Gun – serie TV, episodio 1x24 (1958)
- Zorro – serie TV, un episodio (1958)
- Broken Arrow – serie TV, un episodio (1958)
- Bat Masterson – serie TV, 2 episodi (1959-1960)
- Alcoa Presents: One Step Beyond – serie TV, 2 episodi (1959-1960)
- Hawaiian Eye – serie TV, 4 episodi (1959-1962)
- Gli intoccabili (The Untouchables) – serie TV, 2 episodi (1959-1963)
- Hudson's Bay – serie TV, un episodio (1959)
- Disneyland – serie TV, 2 episodi (1959)
- Peter Gunn – serie TV, episodio 1x27 (1959)
- Gli uomini della prateria (Rawhide) – serie TV, episodio 1x22 (1959)
- Markham – serie TV, un episodio (1959)
- L'uomo e la sfida (The Man and the Challenge) – serie TV, episodio 1x09 (1959)
- Maverick – serie TV, episodio 3x14 (1959)
- Men Into Space – serie TV, episodi 1x01-1x11 (1959)
- Death Valley Days – serie TV, 3 episodi (1960-1961)
- Indirizzo permanente (77 Sunset Strip) – serie TV, 2 episodi (1960-1963)
- Hotel de Paree – serie TV, un episodio (1960)
- June Allyson Show (The DuPont Show with June Allyson) – serie TV, episodio 2x06 (1960)
- Ai confini della realtà (The Twilight Zone) – serie TV, episodio 2x05 (1960)
- The Deputy – serie TV, un episodio (1960)
- Hong Kong – serie TV, episodio 1x10 (1960)
- Shotgun Slade – serie TV, 2 episodi (1960)
- Carovane verso il west (Wagon Train) – serie TV, 3 episodi (1961-1964)
- Scacco matto (Checkmate) – serie TV, episodio 1x18 (1961)
- Thriller – serie TV, episodio 1x22 (1961)
- The Brothers Brannagan – serie TV, un episodio (1961)
- Letter to Loretta – serie TV, 2 episodi (1961)
- Frontier Circus – serie TV, un episodio (1961)
- Tales of Wells Fargo – serie TV, un episodio (1961)
- Il virginiano (The Virginian) – serie TV, 3 episodi (1962-1968)
- Lotta senza quartiere (Cain's Hundred) – serie TV, un episodio (1962)
- Route 66 – serie TV, un episodio (1962)
- La parola alla difesa (The Defenders) – serie TV, un episodio (1962)
- Outlaws – serie TV, episodio 2x24 (1962)
- Corruptors (Target: The Corruptors) – serie TV, episodio 1x31 (1962)
- Il dottor Kildare (Dr. Kildare) – serie TV, un episodio (1963)
- La legge del Far West (Temple Houston) – serie TV, episodio 1x03 (1963)
- Sotto accusa (Arrest and Trial) – serie TV, episodio 1x09 (1963)
- Combat! – serie TV, 2 episodi (1964-1966)
- La grande avventura (The Great Adventure) – serie TV, episodi 1x13-1x15 (1964)
- The Crisis (Kraft Suspense Theatre) – serie TV, un episodio (1964)
- Branded – serie TV, 5 episodi (1965-1966)
- Selvaggio west (The Wild Wild West) – serie TV, 4 episodi (1965-1968)
- Il fuggiasco (The Fugitive) – serie TV, un episodio (1965)
- Profiles in Courage – serie TV, un episodio (1965)
- Twelve O'Clock High – serie TV, un episodio (1966)
- Get Smart – serie TV, 2 episodi (1967-1970)
- Il ladro (T.H.E. Cat) – serie TV, un episodio (1967)
- Batman – serie TV, 2 episodi (1967)
- Organizzazione U.N.C.L.E. (The Man from U.N.C.L.E.) – serie TV, 2 episodi (1967)
- Le spie (I Spy) – serie TV, un episodio (1967)
- Garrison Commando (Garrison's Gorillas) – serie TV, 2 episodi (1968)
- Al banco della difesa (Judd for the Defense) – serie TV, un episodio (1968)
- Daniel Boone – serie TV, un episodio (1968)
- Ironside – serie TV, un episodio (1968)
- Missione impossibile (Mission: Impossible) – serie TV, 4 episodi (1969-1972)
- La grande vallata (The Big Valley) – serie TV, un episodio (1969)
- Sui sentieri del West (The Outcasts) – serie TV, episodio 1x26 (1969)
- Hawaii squadra cinque zero (Hawaii Five-O) – serie TV, 3 episodi (1970-1972)
- Reporter alla ribalta (The Name of the Game) – serie TV, un episodio (1970)
- Paris 7000 – serie TV, un episodio (1970)
- The Tim Conway Show – serie TV, un episodio (1970)
- Mannix – serie TV, 2 episodi (1971-1973)
- Gli eroi di Hogan (Hogan's Heroes) – serie TV, un episodio (1971)
- Lo sceriffo del sud (Cade's County) – serie TV, un episodio (1971)
- Doris Day Show (The Doris Day Show) – serie TV, 2 episodi (1971)
- Bearcats! – serie TV, un episodio (1971)
- Cannon – serie TV, 3 episodi (1972-1973)
- O'Hara, U.S. Treasury – serie TV, un episodio (1972)
- Carola – film TV (1973)
- Orrore a 12000 metri, regia di David Lowell Rich – film TV (1973)
- The Stranger – film TV (1973)
- Agenzia Rockford (The Rockford Files) – serie TV, un episodio (1975)
- Petrocelli – serie TV, un episodio (1975)
- S.W.A.T. – serie TV, un episodio (1975)
- L'uomo da sei milioni di dollari (The Six Million Dollar Man) – serie TV, un episodio (1975)
- Quincy (Quincy M.E.) – serie TV, 2 episodi (1976-1977)
- Sulle strade della California (Police Story) – serie TV, 2 episodi (1976-1978)
- Gemini Man – miniserie TV, un episodio (1976)
- The Mask of Alexander Cross – film TV (1977)
- Future Cop – serie TV, un episodio (1977)
- Nel tunnel dei misteri con Nancy Drew e gli Hardy Boys (The Hardy Boys/Nancy Drew Mysteries) – serie TV, un episodio (1977)
- The Krofft Supershow – serie TV, 2 episodi (1977)
- Sword of Justice – serie TV, un episodio (1978)
- David Cassidy - Man Undercover – serie TV, un episodio (1978)
- I grandi eroi della Bibbia (Greatest Heroes of the Bible) – serie TV, un episodio (1978)
- The Next Step Beyond – serie TV (1978)
- Supertrain – serie TV, un episodio (1979)
- The Last Ride of the Dalton Gang – film TV (1979)
- Dallas – serie TV, 3 episodi (1981-1982)
- Nero Wolfe – serie TV, un episodio (1981)
- Falcon Crest – serie TV, un episodio (1983)
- Navy (Emerald Point N.A.S.) – serie TV, un episodio (1983)
- I giorni della nostra vita (Days of Our Lives) – serie TV, 7 episodi (1983-1984)
- Supercopter (Airwolf) – serie TV, un episodio (1985)
- Simon & Simon – serie TV, un episodio (1986)
- Airwolf – serie TV, un episodio (1987)
- La gang dei diamanti (The Diamond Trap) – film TV (1988)
- I ragazzi della prateria (The Young Riders) – serie TV, un episodio (1990)
- Dragnet – serie TV, un episodio (1991)
- SeaQuest (SeaQuest DSV) – serie TV, un episodio (1994)
- West Wing - Tutti gli uomini del Presidente (The West Wing) – serie TV, episodio 5x03 (2003)
- Huff – serie TV, un episodio (2005)
- Tales from the Pub – serie TV, un episodio (2007)

## Doppiatori italiani
- Pino Locchi in L'ultima battaglia del generale Custer
- Riccardo Mantoni in La tortura della freccia
- Vittorio Di Prima in I ragazzi della prateria
- Glauco Onorato in Decisione al tramonto
- Mario Feliciani in La vita corre sul filo
- Manlio De Angelis in Letti separati, 1999: conquista della Terra